# Hieracium glaucopsis
Hieracium glaucopsis là một loài thực vật có hoa trong họ Cúc. Loài này được Gren. & Godr. mô tả khoa học đầu tiên năm 1850.